# 4-三氟甲基苯甲醛
4-三氟甲基苯甲醛是一种有机氟化合物，化学式为CF
3C
6H
4CHO。它的三氟甲基是吸电子基，提升了甲酰基（醛基）的亲电性，并为19氟核磁共振谱分析提供了标记。

## 合成与反应
它可以4-三氟甲基苯硼酸为原料经铃木－宫浦反应制得。它也可由4-甲酰基苯硼酸的三氟甲基化得到。
它可以迅速和胺缩合，得到亚胺。这可用于兰吡立松等药物的合成。